# Графства Англії
Графство (англ. shire, county) — основна адміністративно-територіальна одиниця Англії. Адміністративні графства управляються виборними радами, до складу яких входять також старійшини, кооптовані членами ради. Крім того, в адміністративних графствах є представники центрального уряду — лорд-лейтенант, шериф і т. д.
Нарівні з історичними графствами є також так звані церемоніальні (англ. ceremonial), метропольні (англ. metropolitan) і неметропольні (англ. non-metropolitan) графства.

## Церемоніальні графства

Церемоніальні графства

Графства, якими управляє призначений лорд-лейтенант, називаються церемоніальними, або географічними. B Англії налічується 48 церемоніальних графств.
1. Бакінгемшир
2. Бедфордшир
3. Беркшир
4. Бристоль
5. Великий Лондон
6. Великий Манчестер
7. Вілтшир
8. Ворикшир
9. Вустершир
10. Гемпшир
11. Герефордшир
12. Гартфордшир
13. Глостершир
14. Дарем
15. Дербішир
16. Девон
17. Дорсет
18. Ессекс
19. Західний Йоркшир
20. Західний Мідленд
21. Західний Сассекс
22. Камбрія
23. Кембриджшир
24. Кент
25. Корнуол
26. Ланкашир
27. Лестершир
28. Лінкольншир
29. Лондонське Сіті
30. Мерсісайд
31. Норфолк
32. Нортгемптоншир
33. Нортумберленд
34. Ноттінгемшир
35. Оксфордшир
36. Острів Вайт
37. Південний Йоркшир
38. Північний Йоркшир
39. Рутленд
40. Сомерсет
41. Стаффордшир
42. Суррей
43. Суффолк
44. Східний Йоркширський Райдінг
45. Східний Сассекс
46. Тайн і Вір
47. Чешир
48. Шропшир

## Метропольні та неметропольні графства

Метропольні та неметропольні графства

### Метропольні графства
Нині в Англії налічується 6 метропольних графств — це урбанізовані райони Великий Манчестер, Мерсісайд, Південний Йоркшир, Тайн-енд-Вір, Західний Мідленд і Західний Йоркшир.
Цей вид адміністративних одиниць був заснований в 1974 р.; всі метропольні графства, своєю чергою, діляться на райони та округи. У 1986 р. Уряд М. Тетчер скасував низку графств у цих одиницях, а керівні функції передали округам і районам.

### Неметропольні графства

#### Шири
Графство, що має у своєму складі кілька адміністративних районів і округів, належить до категорії «Шир» (англ. shire), навіть якщо в його назві немає суфікса «шир».
Цей статус зараз є у 28 графств: Беркшир, Бакінгемшир, Кембріджшир, Камбрія, Дербішир, Девон, Дорсет, Східний Суссекс, Ессекс, Глостершир, Гемпшир, Гартфордшир, Кент, Ланкашир, Лестершир, Лінкольншир, Норфолк, Північний Йоркшир, Нортгемптоншир, Ноттінгемшир, Оксфордшир, Сомерсет, Стаффордшир, Саффолк, Суррей, Ворикшир, Західний Суссекс, Вустершир.
Всі графства, окрім Беркширу, мають окружні ради.

#### Унітарні адміністративні одиниці
У ряді неметропольних графств немає внутрішнього поділу на райони. Такі графства називаються унітарними одиницями (unitary authorities), з 2009 року їх налічується 55. У більшості з них є районні ради, але немає рад графства. На Острові Вайт формально є рада графства, але немає районної ради, хоча суть від цього не змінюється.
| Метропольні і неметропольні графства Англії |
| --- |
| |
| 1. Нортумберленд 2. Тайн і Вір ** 3. Дарем 4. Камбрія 5. Ланкашир 6. Блекпул * 7. Блекберн і Дарвен * 8. Західний Йоркшир ** 9. Північний Йоркшир 10. Дарлінґтон * 11. Стоктон-он-Тіз * 12. Мідлсбро * 13. Гартлпул * 14. Редкар і Клівленд * 15. Йорк * 16. Східний Йоркширський Райдінг * 17. Галл * 18. Північний Лінкольншир * 19. Північно-Східний Лінкольншир* 20. Лінкольншир 21. Ноттінгемшир 22. Ноттінгем * 23. Південний Йоркшир ** 24. Дербішир 25. Дербі * 26. Великий Манчестер ** 27. Мерсісайд ** 28. Галтон * 29. Воррінгтон * 30. Чешир 31. Шропшир 32. Телфорд і Рекін * 33. Стаффордшир 34. Сток-он-Трент * 35. Вест-Мідленд ** 36. Ворикшир 37. Лестершир 38. Лестер * 39. Ратленд * 40. Нортгемптоншир 41. Пітерборо * 42. Кембриджшир 43. Норфолк 44. Саффолк 45. Ессекс 46. Саутенд-он-Сі * 47. Таррок * 48. Гартфордшир 49. Бедфордшир 50. Лутон * 51. Мілтон-Кінз * 52. Бакінгемшир 53. Оксфордшир 54. Глостершир 55. Вустершир 56. Герефордшир * 57. Південний Глостершир * 58. Бристоль * 59. Північний Сомерсет * 60. Бат і Північно-Східний Сомерсет * 61. Вілтшир 62. Свіндон * 63. Беркшир *** 64. Великий Лондон ¹ 65. Медвей * 66. Кент 67. Східний Суссекс 68. Брайтон і Хоув * 69. Західний Суссекс 70. Суррей 71. Гемпшир 72. Саутгемптон * 73. Портсмут * 74. Острів Вайт * 75. Дорсет 76. Пул * 77. Борнмут * 78. Сомерсет 79. Девон 80. Торбей * 81. Плімут * 82. Корнуолл |

 *  унітарна адміністративна одиниця 

 **  метропольне графство, що не має ради графства 

 *** неметропольне графство, що не має ради графства 

¹ адміністративна область або регіон (не є графством)